# ジミー・ジュフリー
ジミー・ジュフリー（Jimmy Giuffre、1921年4月26日 – 2008年4月24日）は、アメリカ合衆国のジャズ・ミュージシャン。作曲家や編曲家として活躍する一方で、サクソフォーン奏者やクラリネット奏者としても活動した。演奏者同士の自由なインタープレイを取り入れたジャズの形式を発展させたことで知られ、フリー・インプロヴィゼーションの先駆けとなった。フリー・インプロを代表するベーシストであるバール・フィリップスも「（共演したことのある人物のなかでも）彼は天才だった」と讃えている。

## 略歴
テキサス州ダラスに生まれる。ダラス工業高校とノーステキサス州教育大学（現・ノーステキサス大学）を卒業後、ウディ・ハーマンのビッグバンドのオーケストレーターとして名を揚げた。ハーマン楽団のために、スタンダードとなった楽曲「フォア・ブラザーズ（Four Brothers）」（1947年）を作曲した。ここでサックスを演奏しているのが、スタン・ゲッツ、ズート・シムズ、サージ・チャロフ、アル・コーンの4名である。
また、生涯を通じて、創造力あふれる非凡な編曲を続け、アニタ・オデイ、リー・コニッツ、ビル・エヴァンス、MJQなどとの作業を行った。
ウェストコースト・ジャズやクール・ジャズ、そしてサード・ストリームの中心人物となり、ショーティ・ロジャースのグループを経てソロに転身した。クラリネットのほかに、テナー・サクソフォーンやバリトン・サクソフォーンを吹いたが、結局のところクラリネットに専念した。
ギタリストのジム・ホールとベース奏者のラルフ・ペナを迎えて最初のトリオを結成する。ペナは後にジム・アトラスと交代した。1957年に、テレビ特番『ザ・サウンド・オブ・ジャズ（The Sound of Jazz）』においてジュフリーの「トレイン・アンド・ザ・リヴァー（The Train and the River）」が目玉となり、ささやかなヒットに恵まれた。このトリオは、ジュフリーが言うところの「ブルースを基調とした大衆的ジャズ（blues-based folk jazz）」を探究した。同じような臨時の出来事としては、ジュフリーはクラリネット奏者仲間のピー・ウィー・ラッセルと組んで、ただ「ブルース」と呼ばれた気楽なジャム・セッションを行なったことが挙げられる。ダブルベースのアトラスがトリオを去ると、ジュフリーはトロンボーン奏者のボブ・ブルックマイヤーを後任に据えた。この珍しい楽器編成は、部分的にアーロン・コープランドに感化されている。後にこの編成は、ジョン・ゾーンのアルバム『ニュース・フォー・ルル』に踏襲された。 
1958年のニューポート・ジャズ・フェスティバルで撮影された映画『真夏の夜のジャズ』には、このトリオが「トレイン・アンド・ザ・リヴァー」を演奏している風景が収録されている。
1961年にピアニストのポール・ブレイとダブルベース奏者のスティーヴ・スワロウを迎えて、新規にトリオを結成した。ジュフリー＝ブレイ＝スワロウのトリオは、現役中はほとんど注目されなかったが、ジャズの歴史において最も重要なグループと認める好楽家やミュージシャンも後に現れた。このトリオは、アルバート・アイラーやアーチー・シェップのような喧しく攻撃的な手法にはよらずに、むしろ室内楽に似た、和みや親密さに焦点を置いたフリー・ジャズを探究した。トム・ジュレック（Thom Jurek）は、同トリオの録音について、「1960年代初頭のジャズの別の側面に関して、最も欠かすことのできない資料の一つである」と記した。ジュフリーやブレイ、スワロウは、ヨーロッパにおけるフリー・インプロヴィゼーション熱に先駆けること数年早く、完全な即興演奏を試みた。ジュレックは、同トリオの最後のアルバム『Free Fall』が「あまりにも過激な音楽なので、誰も――文字どおりに誰も――このような音楽に心構えが出来ていなかったし、グループは、アルバム1枚につき35セントしか稼ぎがなくなると、一夜にしてたちまち解散してしまった」。
1970年代初頭に、ベース奏者の徳永清志とドラマーのランディ・ケイを迎えて新たなトリオを結成する。ジュフリーは自分の武器として、バス・フルートやソプラノ・サクソフォーンを付け加えた。その後グループは、シンセサイザー奏者のピート・レヴィンと、徳永の後任としてエレクトリックベース奏者のボブ・ニースケを新たに迎えている。このグループはイタリアのソウルノート・レーベルに3枚のアルバムを録音した。
ジュフリーは、1970年代を通じて、ニューヨーク大学より附属ジャズ・アンサンブルの監督に迎えられ、サクソフォーンや作曲法の個人指導を行なった。1990年代に入ってからも、教育活動や演奏活動を続けた。この時期の教え子に藤井郷子等がいる。
晩年にはジョー・マクフィーと録音を行い、ブレイやスワロウとトリオを再結成している（ただしスワロウはすでにエレクトリックベース奏者に転向しており、グループの音色は以前と違うものになった）。1990年代の半ばまで、ニューイングランド音楽院でも教鞭を執った。最晩年はパーキンソン症候群に罹って、もはや音楽活動ができなかった。2008年に肺炎のため、87歳の誕生日をあと2日前にしてマサチューセッツ州ピッツフィールドにて逝去。

## ディスコグラフィ

### リーダー・アルバム
- 『ジミー・ジュフリー』 - Jimmy Giuffre (1955年、Capitol)
- Tangents in Jazz (1955年、Capitol)
- 『ジミー・ジュフリー・クラリネット』 - The Jimmy Giuffre Clarinet (1956年、Atlantic)
- 『ジミー・ジュフリー3』 - The Jimmy Giuffre 3 (1956年、Atlantic)
- 『ミュージック・マン』 - The Music Man (1958年、Atlantic)
- 『トラヴェリン・ライト』 - Trav'lin' Light (1958年、Atlantic)
- 『フォー・ブラザーズ・サウンド』 - The Four Brothers Sound (1958年、Atlantic)
- 『ウェスタン組曲』 - Western Suite (1958年、Atlantic)
- 『アド・リブ』 - Ad Lib (1959年、Verve) ※ジミー・ジュフリー・カルテット名義
- 『ジミー・ジュフリー・スリー』 - 7 Pieces (1959年、Verve) ※ジミー・ジュフリー・トリオ名義
- Herb Ellis Meets Jimmy Giuffre (1959年、Verve) ※with ハーブ・エリス
- 『リー・コニッツ・ミーツ・ジミー・ジュフリー』 - Lee Konitz Meets Jimmy Giuffre (1959年、Verve) ※with リー・コニッツ
- 『モダン・タッチ』 - The Easy Way (1959年、Verve)
- Piece for Clarinet and String Orchestra/Mobiles (1959年、Verve) ※with the Sudwestfunk Orchestra of Baden Baden
- Princess (1959年、Fini Jazz) ※ジミー・ジュフリー・トリオ名義。イタリア盤
- The Jimmy Giuffre Quartet in Person (1960年、Verve) ※ジミー・ジュフリー・カルテット名義
- 『ヒュージョン』 - Fusion (1961年、Verve) ※ジミー・ジュフリー・トリオ名義
- 『強韻 - モダンの究極』 - Thesis (1961年、Verve) ※ジミー・ジュフリー・トリオ名義
- Free Fall (1963年、Columbia)
- 『ミュージック・フォー・ピープル』 - Music for People, Birds, Butterflies and Mosquitoes (1973年、Choice)
- 『リヴァー・チャント』 - River Chant (1975年、Choice)
- IAI Festival (1978年、Improvising Artists) ※with リー・コニッツ、ビル・コナーズ、ポール・ブレイ
- Dragonfly (1983年、Soul Note) ※ジミー・ジュフリー・カルテット名義
- Quasar (1985年、Soul Note) ※ジミー・ジュフリー・カルテット名義
- Eiffel: Live in Paris (1988年、CELP) ※with アンドレ・ジョーム
- Liquid Dancers (1989年、Soul Note) ※ジミー・ジュフリー・カルテット名義
- The Life of a Trio: Saturday (1990年、Owl) ※with スティーヴ・スワロウ、ポール・ブレイ
- The Life of a Trio: Sunday (1990年、Owl) ※with スティーヴ・スワロウ、ポール・ブレイ
- River Station (1991年、CELP) ※with アンドレ・ジョーム、ジョー・マクフィー
- Fly Away Little Bird (1992年、Owl) ※with スティーヴ・スワロウ、ポール・ブレイ
- Emphasis, Stuttgart 1961 (1993年、hatArt) ※1961年録音。with スティーヴ・スワロウ、ポール・ブレイ
- Flight, Bremen 1961 (1993年、hatArt) ※1961年録音。
- Conversations with a Goose (1996年、Soul Note) ※with スティーヴ・スワロウ、ポール・ブレイ
- Momentum, Willisau 1988 (1997年、hatOLOGY) ※1988年録音。with アンドレ・ジョーム
- Talks & Plays (2000年、CELP) ※1992年録音
- New York Concerts: The Jimmy Giuffre 3 & 4 (2014年) ※1965年録音

## 註釈
1. ↑  Berendt, Joachim E (1976). The Jazz Book. Paladin. pp. 20
2. ↑  Lock, Graham (1994). Chasing the Vibration: Meetings with Creative Musicians. Exeter: Stride. p. 133–134. ISBN 1873012810
3. ↑  Free Fall review
4. ↑  1961 review
5. ↑  Lock, p132